# Campionati di pugilato dilettanti femminili dell'Unione europea 2009
I Campionati di pugilato dilettanti dell'Unione europea femminili 2009 si sono tenuti a Pazardžik, Bulgaria, dal 24 al 28 giugno 2009. È stata la 4ª edizione della competizione annuale organizzata dall'EUBC.

## Risultati
| Categoria                  | Oro                           | Argento                    | Bronzo                                                    |
| -------------------------- | ----------------------------- | -------------------------- | --------------------------------------------------------- |
| Pesi paglia (kg 46)        | Floriane Ritner Francia       | Serpil Yassikaya Turchia   | Agnes Csapo Ungheria Iva Nikolova Bulgaria                |
| Pesi mosca leggeri (kg 48) | Sara Ourahmoune Francia       | Stoyka Petrova Bulgaria    | Hannah Beharry Inghilterra Monika Csik Ungheria           |
| Pesi mosca (kg 51)         | Sharon Holford Inghilterra    | Katarzyna Czuba Polonia    | Simona Lucarno Italia Greta Georgieva Bulgaria            |
| Pesi gallo (kg 54)         | Karolina Michalczuk Polonia   | Irene Gordo Grecia         | Csilla Nemedi Ungheria Giada Landi Italia                 |
| Pesi piuma (kg 57)         | Svetlana Kamenova Bulgaria    | Marzia Davide Italia       | Gulbahar Genc Turchia Lucy Abel Inghilterra               |
| Pesi leggeri (kg 60)       | Katie Taylor Irlanda          | Denitsa Eliseyeva Bulgaria | Cindy Orain Francia Aleksandra Paczka Polonia             |
| Pesi superleggeri (kg 64)  | Natasha Jonas Inghilterra     | Csilla Csejtei Ungheria    | Margarita Cheneva Bulgaria Hristina Athanasopoulou Grecia |
| Pesi welter (kg 69)        | Savannah Marshall Inghilterra | Tamara Garcia Spagna       | Ralitza Hristova Bulgaria Gunnar Gelcek Turchia           |
| Pesi medi (kg 75)          | Erika Guerrier Francia        | Lidia Fidura Polonia       | Silvia Angelova Bulgaria Anita Ducza Ungheria             |
| Pesi mediomassimi (kg 81)  | Desislava Lazarova Bulgaria   | Maria Kovacs Ungheria      | Hatice Tokur Turchia                                      |
| Pesi massimi (kg 81 +)     | Sylwia Kusiak Polonia         | Yulia Todorova Bulgaria    |                                                           |

## Medagliere
| Posizione | Paese       | Oro | Argento | Bronzo | Totale |
| --------- | ----------- | --- | ------- | ------ | ------ |
| 1         | Inghilterra | 3   | 0       | 2      | 5      |
| 2         | Francia     | 3   | 0       | 1      | 4      |
| 3         | Bulgaria    | 2   | 3       | 5      | 10     |
| 4         | Polonia     | 2   | 2       | 1      | 5      |
| 5         | Irlanda     | 1   | 0       | 0      | 1      |
| 6         | Ungheria    | 0   | 2       | 4      | 6      |
| 7         | Spagna      | 0   | 2       | 0      | 2      |
| 8         | Turchia     | 0   | 1       | 3      | 4      |
| 9         | Italia      | 0   | 1       | 2      | 3      |
| 10        | Grecia      | 0   | 0       | 1      | 1      |
|           | Totale      | 11  | 11      | 19     | 41     |